# Rebekka Ar Rayès
Rafqa (Rebekka) Pietra Choboq Ar-Rayès (* 29. Juni 1832 in Himlaya, in der Nähe von Bikfaya, Libanon; † 23. März 1914 in Al Dahr, Libanon) war eine maronitische Nonne. Sie wird von der katholischen Kirche als Heilige verehrt.

## Leben
Rebekka Ar Rayès trat 1871 in ein Kloster des maronitischen Antoniusordens ein. Zuvor war sie dem Massaker von 1860 entkommen, das die Drusen an den Maroniten angerichtet hatten. Ab 1897 lebte sie im Josefskloster (Mar Yûsuf) in Jrabtâ bei Batrun im nördlichen Libanon. Während ihres klösterlichen Lebens hatte Rebekka Ar Rayès schwere körperliche und seelische Leiden zu erdulden, wobei sie sich durch eine tiefe Frömmigkeit und Glaubenstreue auszeichnete.

## Verehrung, Selig- und Heiligsprechung
Bald nach ihrem Tode am 23. März 1914 wurde Rebekkas Grab zum Ziel vieler Pilger.
Am 17. November 1985 sprach Papst Johannes Paul II. Rebekka Ar Rayès selig. Am 10. Juni 2001 sprach er sie heilig. „Rafqa“, wie sie auf Arabisch heißt, gehört mit den Hll. Scharbel Machluf und Nimatullah al-Hardini zu den drei heiliggesprochenen Libanesen.